# 藥物測試
藥物測試（英語：drug test），對於人體進行的測試，通過檢查人體的血液、尿液、皮膚、頭髮等，來確認受測者是否攝取過某種特定藥物。在正式的體育運動競賽中實施的藥物檢查，稱為禁藥檢查，簡稱藥檢，以避免運動員服用所謂的「禁藥」來增進自己運動項目的成績。
禁藥的項目依各運動項目不同而有所不同，但以類固醇、興奮劑等為常項。
常用取樣本檢驗有兩種: 尿液檢查和血液檢查。

## 药检
有尿液, 血液採樣及酒精吹氣檢查。
但還是有些是當事人自己承認（如：泰勒·漢密爾頓在2004年奧運）、當事人的親信揭發或不相信其未用禁藥（如：大衛·華許相信藍斯·阿姆斯壯使用禁藥，而弗洛伊德·蘭迪斯等人說出他用藥的一切）才被大眾知道。
以及有些是因為當時技術落後，例如:是否用EPO或輸血是測血比容，使用者可以用注入生理食鹽水達正常檢驗結果，或藥檢單位成效不彰（如收受賄賂），後者直到這些事情遭人外洩才被發現。
但是以尿檢為例還是有迴避的作法：尿液樣本替代（例如：使用特殊假陽具飛機杯、潤滑液調包樣本）、利尿劑、 輸血

### 生物護照
運動界用此技術來打擊禁藥，生物護照是當前世界反禁藥鬥爭的又一「新武器」。它是指對能間接反映禁用物質和方法作用的一組生物指標進行長期不定期檢測，收集數據建立資料庫，從縱向水平上分析、對比，通過生物指標的變化判斷運動員是否違禁。簡單來說，一些禁用物質在較短時間內可代謝乾淨，這時傳統的直接禁藥檢查（如尿檢）就無法查出，而禁用物質對人體的影響和作用將持續較長時間，這體現在人體的某些生理指標會發生波動。生物護照項目可通過對運動員的相關生理指標進行長期監測，通過波動間接地確定運動員是否違禁。
生物護照是對運動員各項生物學指標的記錄。一段時間內，將生物指標採集，例如造血細胞，正常情況下有正常值，檢測的過程中發現細胞大大增加了，如果連續地看到有正常以及不正常的情況，就說明有可能使用違禁藥物。常規的做法都是隨機挑選，有的藥物是6小時或是8小時內起作用，過了時間就查不到，用「生物護照」就可以避免這種漏洞。如果一直不正常，則代表自身身體狀況可能身體狀況出問題，如Thomas Van der Plaetsen由此在2014年10月發現罹患睪丸癌（藍斯·阿姆斯壯在1996年也確診罹患此病，但之後因為此技術及隊友指控他使用禁藥，讓他的傳奇故事被戳破）。
生物護照，其實是運動員的一個電子生物信息記錄，裡面收集了每位運動員的血液樣本和尿樣，以此設置一個醫學資料庫，將血液資料與類固醇資料相結合，與比賽後採集的運動員的血樣和尿樣相比較。進行長期不定期檢測，收集數據建立資料庫，從縱向水平上分析、對比，通過生物指標的變化判斷運動員是否違禁。如果檢測到任何不正常的變化，那麼就可能是服用禁藥的信號。
但是會有一些缺點，例如：雖然這一舉措彌補了一些傳統禁藥檢查手段的不足，但因其是在不能確定運動員具體使用了何種禁用物質或方法的情況下，直接判定運動員「嗑藥」，故而讓很多國家一直持觀望態度。

## 女性與藥物測試
由於藥物測試可能會對懷孕的女性造成風險，研究員普遍不願冒這個風險。直到1990年之前藥物測試都主要在男性身上測試。1950年代大量孕婦使用沙利度胺來止孕吐，導致她們產下畸形兒，反映出將女性排除出藥物測試的嚴重後果。2001年美國政府問責署調查由於副作用撤回的10種藥物發現，其中八種女性受害者數量遠高於男性，部分藥物在女性身上出現更多副作用。為了防止類似事件再出現，目前歐美均以立法規定，確保醫療實驗中必須有女性參與。